# Scilla textilis
Scilla textilis är en sparrisväxtart som beskrevs av Alfred Barton Rendle. Scilla textilis ingår i släktet blåstjärnesläktet, och familjen sparrisväxter. Inga underarter finns listade i Catalogue of Life.